# 絆ノ奇跡/コイコガレ
『絆ノ奇跡/コイコガレ』（きずなのきせき/こいこがれ）は、2023年5月31日にソニー・ミュージックレコーズより発売されたMAN WITH A MISSION×miletのコラボレーションシングル。

## 概要
「絆ノ奇跡」は、2023年4月からフジテレビ系で放送されたテレビアニメ『「鬼滅の刃」刀鍛冶の里編』のオープニング主題歌で、2023年2月3日に行われた上映イベント「ワールドツアー上映『鬼滅の刃』上弦集結、そして刀鍛冶の里へ」で発表された。「コイコガレ」は、同じくテレビアニメ『「鬼滅の刃」刀鍛冶の里編』のエンディング主題歌となっている。
「通常盤」、「初回生産限定盤」、「期間生産限定盤」、アナログ盤となる「完全生産限定盤（12インチシングルレコード）」の4形態で、「期間生産限定盤」と「完全生産限定盤（12インチシングルレコード）」のジャケットはアニメ『鬼滅の刃』の描きおろしイラストとなっている。

## 収録曲
CD
1. 絆ノ奇跡
作詞・作曲：Jean-Ken Johnny、編曲：MAN WITH A MISSION
2. コイコガレ
作詞・作曲：梶浦由記、編曲：梶浦由記・MAN WITH A MISSION
3. 絆ノ奇跡 -Instrumental-
4. コイコガレ -Instrumental-
5. 絆ノ奇跡 -TV ver.-
6. コイコガレ -TV ver.-

初回生産限定盤DVD
1. 絆ノ奇跡 (Music Video)
2. コイコガレ (Music Video)

期間生産限定盤DVD
1. テレビアニメ「鬼滅の刃」刀鍛冶の里編 ノンクレジットOP映像
2. テレビアニメ「鬼滅の刃」刀鍛冶の里編 ノンクレジットED映像

## 演奏
- E.D.Vedder：Guitars .../etc
- 今野均、漆原直美：1st Violin (#2)
- 藤堂昌彦、渡邉栞：2nd Violin (#2)
- 三品芽生、小林知弘：Viola (#2)
- 奥泉貴圭、稲本有彩：Cello (#2)

## テレビ演奏
- 2023年4月17日 - TBS系「CDTVライブ!ライブ!」[18]
- 2023年5月1日 - TBS系「CDTVライブ!ライブ!2時間スペシャル」[19]
- 2023年12月31日 - NHK総合「第74回NHK紅白歌合戦」[20]